# Laneuville-à-Rémy
Pour les articles homonymes, voir Laneuville.
Laneuville-à-Rémy est une commune française située dans le département de la Haute-Marne, en région Grand Est.
Village dynamique aux portes du lac du Der, Laneuville-à-Rémy s'est séparé de la commune de Robert-Magny-Laneuville-à-Rémy (devenue Robert-Magny) le 1er janvier 2012.

## Géographie
Le village est situé à l'est du Bassin parisien dans le département de la Haute-Marne (Région Grand Est). Intégré dans l'arrondissement de Saint-Dizier (sous préfecture du département), Laneuville-à-Rémy fait partie des communes du « Pays du Der », zone touristique aux alentours du lac du Der-Chantecoq, le plus grand lac artificiel d'Europe.
La commune était autrefois appelé « La Neuville-Army ». C'est l'un des anciens chef-lieu de canton du département de la Haute-Marne. La « Fromagerie Renard » embauchait jusqu'à 200 ouvriers.
Fusionnée avec le village de Robert-Magny en 1972, les deux entités se sont séparées en 2012 pour recréer deux villages indépendants.
Les villages les plus proches sont Bailly-aux-Forges et Voillecomte, situés à respectivement 2,8 et 4,7 kilomètres.

## Hydrographie
La commune est dans la région hydrographique « la Seine de sa source au confluent de l'Oise (exclu) » au sein du bassin Seine-Normandie. Elle est drainée par la Heronne, le Fossé 01 de la Cotance, le Fossé 01 du Bezon, le Fossé 01 du Grand Jardin, le Fossé 01 du Rond Fossé et le ru Merdan,.
La Héronne, d'une longueur de 24 km, prend sa source dans la commune  et se jette  dans la Voire à Rives Dervoises, après avoir traversé six communes.

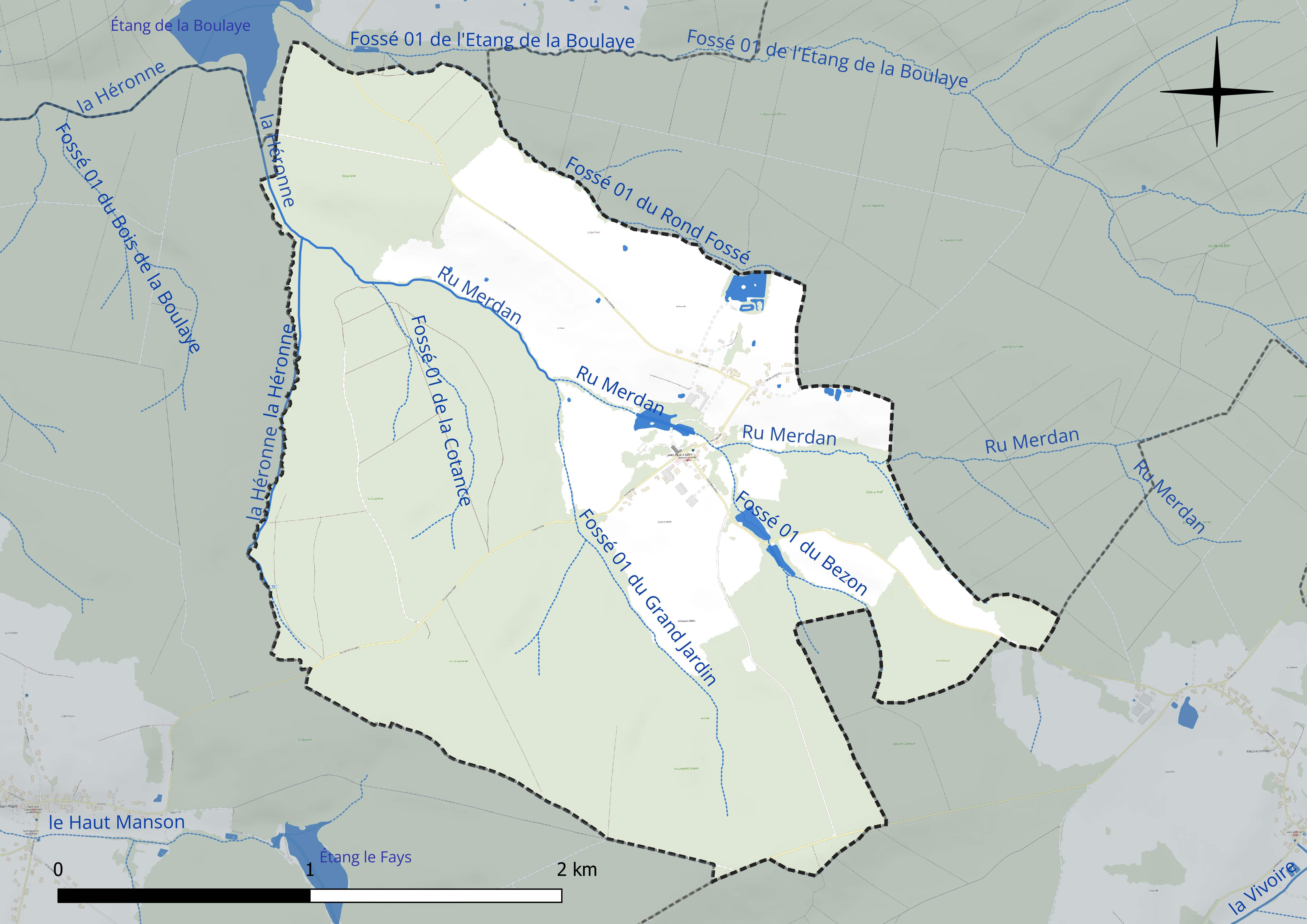
Réseau hydrographique de Laneuville-à-Rémy.

## Urbanisme

### Typologie
Au 1er janvier 2024, Laneuville-à-Rémy est catégorisée commune rurale à habitat très dispersé, selon la nouvelle grille communale de densité à sept niveaux définie par l'Insee en 2022.
Elle est située hors unité urbaine. Par ailleurs la commune fait partie de l'aire d'attraction de Saint-Dizier, dont elle est une commune de la couronne,. Cette aire, qui regroupe 72 communes, est catégorisée dans les aires de 50 000 à moins de 200 000 habitants,.

### Occupation des sols
L'occupation des sols de la commune, telle qu'elle ressort de la base de données européenne d’occupation biophysique des sols Corine Land Cover (CLC), est marquée par l'importance des forêts et milieux semi-naturels (68,8 % en 2018), une proportion identique à celle de 1990 (68,8 %). La répartition détaillée en 2018 est la suivante :
forêts (52,7 %), prairies (25,4 %), milieux à végétation arbustive et/ou herbacée (16,2 %), zones agricoles hétérogènes (5,8 %). L'évolution de l’occupation des sols de la commune et de ses infrastructures peut être observée sur les différentes représentations cartographiques du territoire : la carte de Cassini (XVIIIe siècle), la carte d'état-major (1820-1866) et les cartes ou photos aériennes de l'IGN pour la période actuelle (1950 à aujourd'hui).

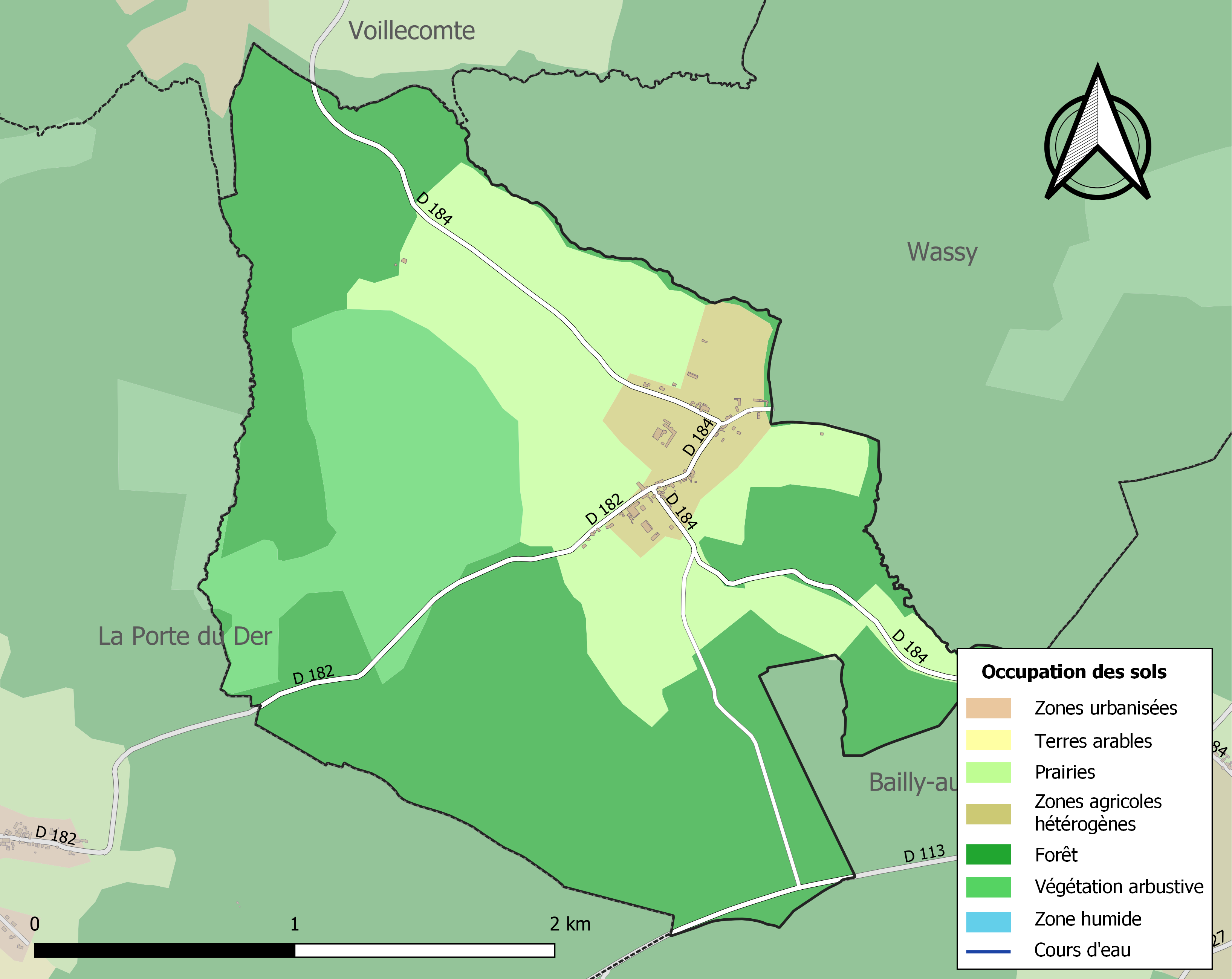
Carte des infrastructures et de l'occupation des sols de la commune en 2018 (CLC).

## Toponymie
Jadis, appelé indifféremment « La Neuville à Remy ou aux Forges ». Certains de ces toponymes indiquent une ancienne industrie du Fer, des scories anciennes ont été trouvées à Bailly-aux-Forges et à Laneuville-à-Rémy. Le village devait son nom aux forges à bras qui y existèrent au Moyen âge, dont l'une appartenait à l'abbaye de Clairvaux.
Le nom de la localité est attesté sous les formes Nova Villa (IXe siècle) ; Nova Villa prope Vasseium (1198) ; La Vile Nove Remi (1274-1275) ; « Les Nueviles as Forges, de lès Waissey, de la diocese de Chaalons » (1301) ; La Neufville aux Forges, La Neuville aux Forges (1700) ; « La Neuville à Remy ou aux Forges » (1763) ; La Neufville Army (XVIIIe siècle) ; Laneuville à Remy (1858).

Laneuville : toponyme très fréquent désignant une « nouvelle ville », un « nouveau village » (voir Neuville).

## Politique et administration

### Liste des maires
| Période | Période  | Identité     | Étiquette | Qualité |
| ------- | -------- | ------------ | --------- | ------- |
| 2008    | En cours | Joël Jeanson |           |         |

## Population et société

### Démographie
L'évolution du nombre d'habitants est connue à travers les recensements de la population effectués dans la commune depuis 1793. Pour les communes de moins de 10 000 habitants, une enquête de recensement portant sur toute la population est réalisée tous les cinq ans, les populations de référence des années intermédiaires étant quant à elles estimées par interpolation ou extrapolation. Pour la commune, le premier recensement exhaustif entrant dans le cadre du nouveau dispositif a été réalisé en 2008.

En 2022, la commune comptait 66 habitants, en évolution de +1,54 % par rapport à 2016 (Haute-Marne : −4,62 %, France hors Mayotte : +2,11 %).
| 1793 | 1800 | 1806 | 1821 | 1831 | 1836 | 1841 | 1846 | 1851 |
| ---- | ---- | ---- | ---- | ---- | ---- | ---- | ---- | ---- |
| 188  | 183  | 181  | 162  | 204  | 219  | 197  | 206  | 195  |

| 1856 | 1861 | 1866 | 1872 | 1876 | 1881 | 1886 | 1891 | 1896 |
| ---- | ---- | ---- | ---- | ---- | ---- | ---- | ---- | ---- |
| 182  | 208  | 207  | 197  | 205  | 187  | 176  | 165  | 147  |

| 1901 | 1906 | 1911 | 1921 | 1926 | 1931 | 1936 | 1946 | 1954 |
| ---- | ---- | ---- | ---- | ---- | ---- | ---- | ---- | ---- |
| 139  | 133  | 107  | 95   | 112  | 117  | 115  | 100  | 121  |

| 1962 | 1968 | 1975 | 1982 | 1990 | 1999 | 2013 | 2018 | 2022 |
| ---- | ---- | ---- | ---- | ---- | ---- | ---- | ---- | ---- |
| 101  | 105  | 96   | 89   | 56   | 51   | 62   | 66   | 66   |

## Économie
Laneuville à Rémy a été labellisé « village d'accueil » en 2008.
Le village de Laneuville-à-Rémy est très dynamique malgré sa petite population. Il possède :
- un camping municipal de six emplacements ;
- un centre équestre ;
- une salle de convivialité pour divers événements ;
- un club-loisir de 73 adhérents se regroupant autour d'activités diverses (pétanque, tennis de table, randonnées VTT, marche, etc.) ;
- un château, où Voltaire a séjourné ;
- un agriculteur biologique ;
- des étangs de pêche.

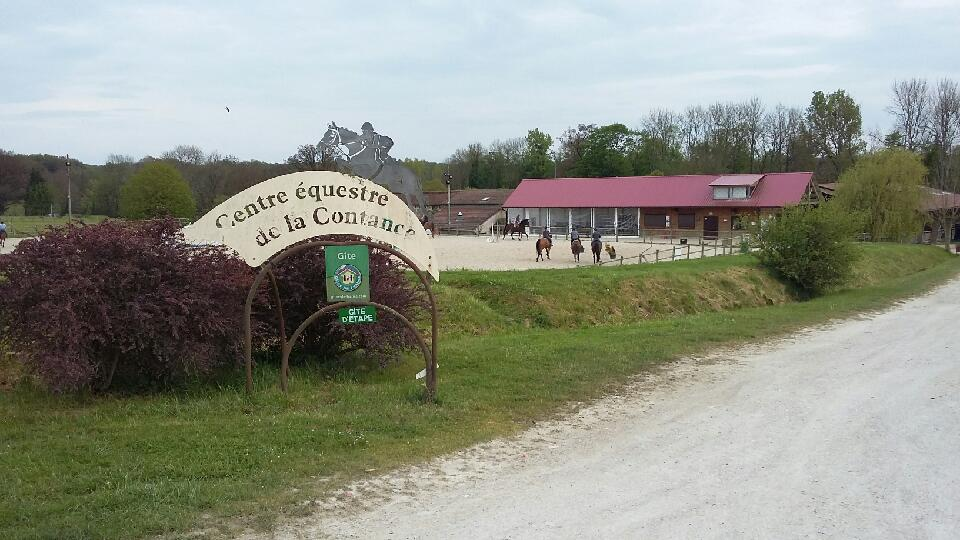
Tournesol.
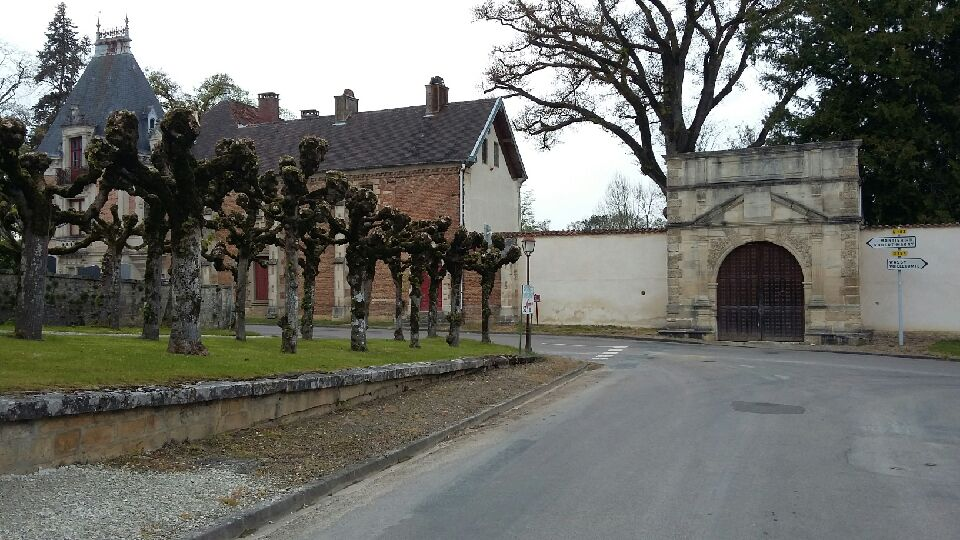
L'une des entrées du château.
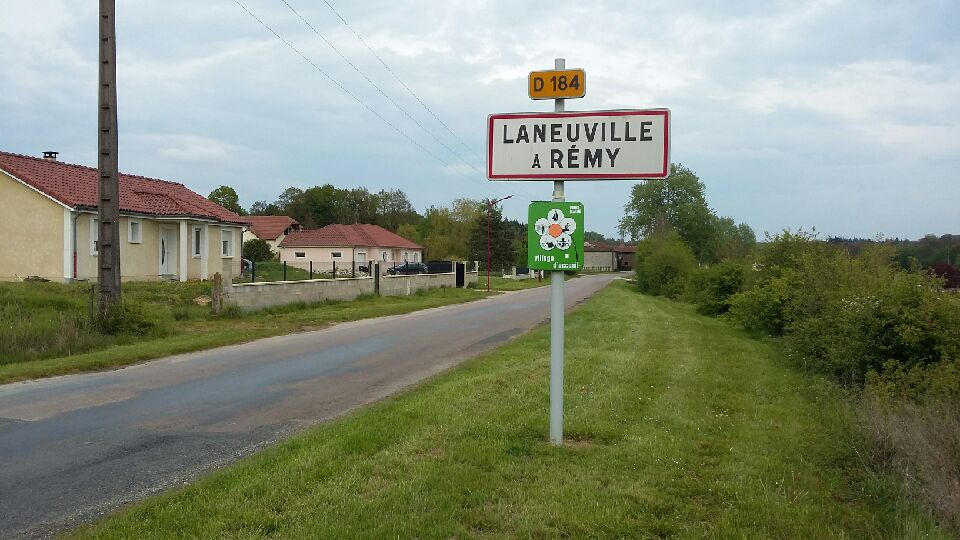
Entrée du village.
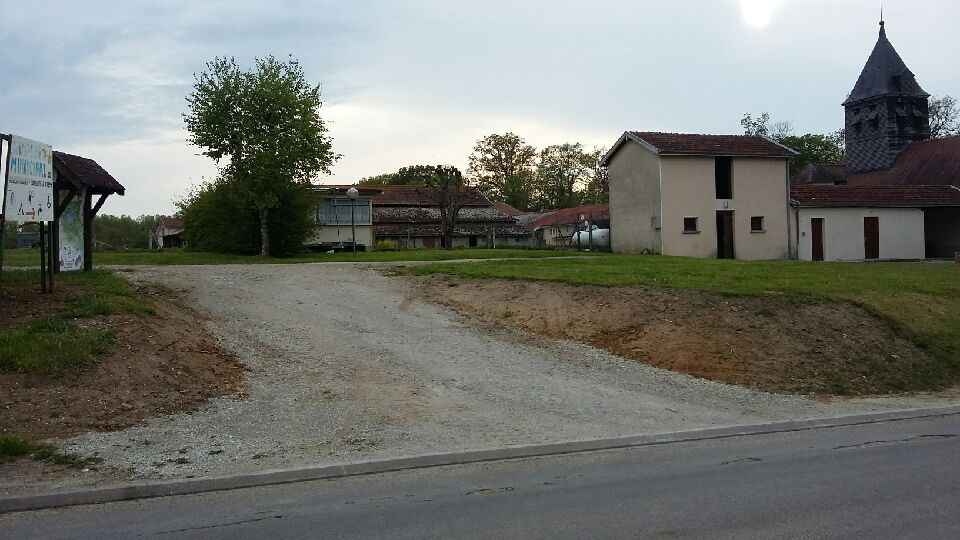
Camping municipal.
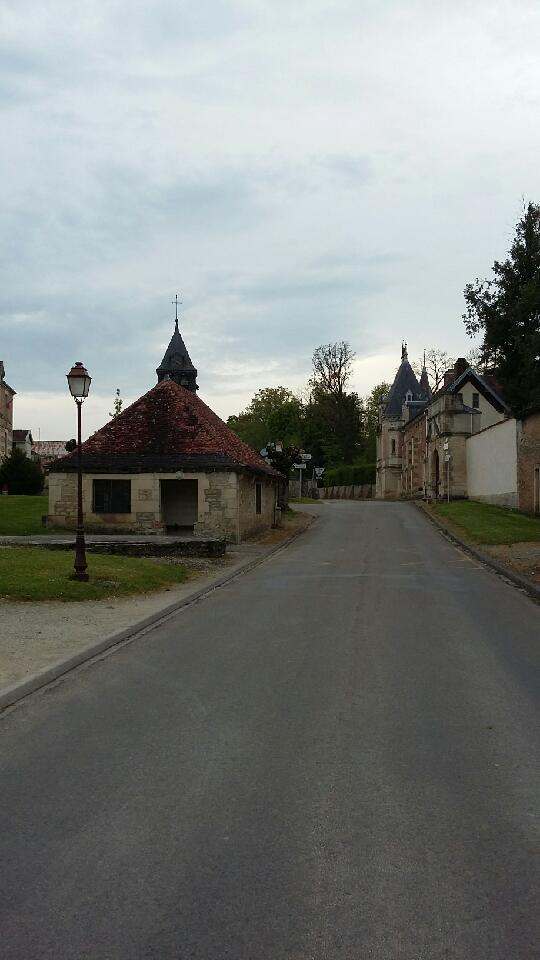
Fontaine.

## Lieux et monuments
- Église de l'Assomption-de-Notre-Dame, construite en 1767

## Personnalités liées à la commune